# جونغ جاي-كون
جونغ جاي-كون (هانغل: 정재권) هو لاعب كرة قدم كوري جنوبي في مركز نصف الجناح، ولد في 5 نوفمبر 1970 في كوريا الجنوبية. شارك مع منتخب كوريا الجنوبية تحت 23 سنة لكرة القدم ومنتخب كوريا الجنوبية لكرة القدم. أما مع النوادي، فقد لعب مع بوهانغ ستيلرز وفيتوريا سيتوبال ونادي بوسان أي بارك.

## وصلات خارجية
- جونغ جاي-كون على موقع الاتحاد الدولي (مؤرشف)  (الإنجليزية)
- جونغ جاي-كون على موقع دوري كوريا الجنوبية (الإنجليزية)
- جونغ جاي-كون على موقع قاعدة بيانات كرة القدم.إي يو (الإنجليزية)
- جونغ جاي-كون على موقع ناشيونال فوتبول تيمز (الإنجليزية)
- جونغ جاي-كون على موقع أوليمبيديا (الإنجليزية)